# キテミテマツド
キテミテマツド（英語: KITE MITE MATSUDO）は、千葉県松戸市にある複合商業施設である。

## 概要
2018年3月21日に閉店した伊勢丹松戸店の跡地に、2019年4月13日に中核であるロピアをはじめ第一弾オープン。引き続き5月18日に第二弾オープン。
建物は伊勢丹の居抜き出店であるため、オープン当時は一部フロアが使用されておらず、順次テナント開業予定としている。伊勢丹時代では本館・新館とにテナントが入っていたが、本施設では本館のみ使用されている。1階には伊勢丹松戸お得意様サロンが出店していたが2023年7月17日をもって閉店している。一方、立体駐車場への連絡通路（ブリッジ）が新設された。ロゴマークは松戸の｢松｣と｢戸｣をイラスト化したものである。

## テナント
- ロピア・ニトリ・ノジマ・喜久屋・トイプラネット・パシオス・パスポートセンターを中心に構成される。

各テナントの一覧・詳細情報は、KITE MITE MATSUDO公式ウェブサイトを参照。